# أمجد صابري
أمجد فريد صابري (بالإنجليزية: Amjad Sabri)‏ (ولد في 23 ديسمبر 1970 - اغتيل في 22 يونيو 2016) مغني ومنشد صوفي من باكستان وابن غلام فريد صابري لفرقة إخوة صابري. بدا مشواره الموسيقي في سن 12 من عمره.عادة كان ينشد التراتيل الصوفية المكتوبة من قبل عمه وأبيه. قتل أمجد بالرصاص في عملية قتل مستهدفة من قبل جماعة منشقة عن طالبان الباكستانية التي اتهمت صبري بازدراء الدين.

## مشواره مهني
ولد في 23 ديسمبر 1970 ، في بداية مشواره المهني بدأ بتعلم موسيقى القوالي من والده في سن التاسعة وانضم والده على خشبة المسرح لأداء في عام 1988 في سن 12.

## إغتياله
تم اغتيال أمجد في كراتشي من 22 يونيو 2016 على يد جماعة طالبان الباكستانية.